# Stil spel
Stil spel is (op het toneel en/of in films) acteren zonder daarbij te spreken. Uit de handelingen, gebaren en mimiek moet het publiek begrijpen wat er gebeurt.
In de tijd van de stomme film was dit de essentie van acteurschap; tegenwoordig slechts een klein -maar belangrijk- onderdeel. De mime is een bijzondere vorm van stil spel met vaak karikaturale overdrijvingen.